# Asprenas crassipes
Asprenas crassipes är en insektsart som beskrevs av Ludwig Redtenbacher 1908. Asprenas crassipes ingår i släktet Asprenas och familjen Phasmatidae. Inga underarter finns listade.